# 让-巴蒂斯特·贝西埃

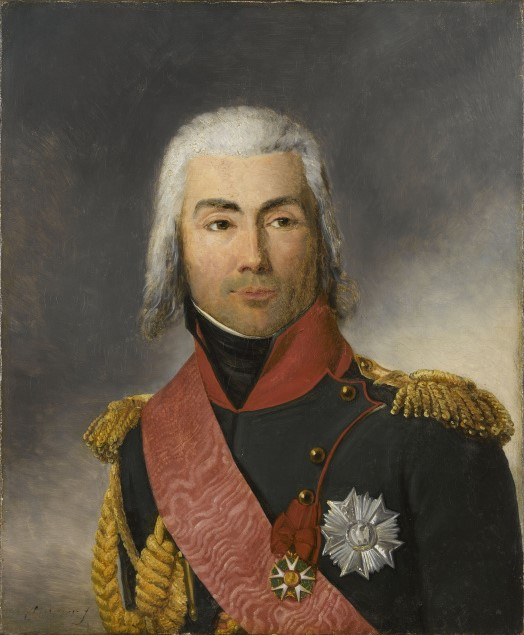
让-巴蒂斯特·贝西埃

让-巴蒂斯特·贝西埃（法語：Jean-Baptiste Bessières，法語發音：[ʒɑ̃ batist bɛsjɛʁ]，1768年8月6日—1813年5月1日），法国军人、拿破仑的心腹將領與摯友。元帅、帝国近卫军司令，获封伊斯特利亚公爵。

## 早年與法國大革命戰爭
贝西埃出生于法国南部卡奥尔地区附近一個醫生家庭，在相對富裕的環境長大。當法國大革命爆發時，他與同鄉好友若阿尚·繆拉一同加入路易十六的宪政警卫队。在杜勒麗宮於1792年8月10日遭受暴民襲擊時，貝西埃參與抵禦暴亂的行動，不久這支衛隊被解散。貝西埃為了離開巴黎這是非之地，自願参加对西班牙人的戰役，在东俾里牛斯山军团和摩泽尔军团服役时表现勇敢。指揮第22騎兵團，並在布魯戰役中有著出色的發揮。
1796年貝西埃調往義大利軍團，因為與繆拉熟識，而被拿破仑所注意，任命貝西埃為警衛隊長。1798年4月升任上校，参加拿破仑的埃及远征军，在阿卡战役和阿布基尔戰役作戰十分英勇，赢得無數荣誉，並升任准將。
貝西埃遂成為拿破崙的心腹軍官，隨拿破仑回到法國。拿破崙發動霧月政變成為第一執政後，貝西埃受命指揮近卫骑兵团，這支精銳騎兵部隊在马伦哥战役發揮了巨大作用。

## 拿破崙戰爭
1802年9月升少将。1804年被授于帝國元帅，即便軍事功績相對有限，拿破崙心腹的貝西埃仍被授予元帥頭銜。貝西埃為人慷慨且彬彬有禮，非常受到周遭的人歡迎，他的妻子瑪莉‧珍妮(Marie-Jeanne de Lapeyrière)則是宮廷寵兒，深受拿破崙與約瑟芬的寵信。
貝西埃指揮著名的帝国卫队，於1805年12月率9,000名衛隊在奧斯特利茨戰役向俄國近衛騎兵展開白刃戰，幫助法軍成功奪取普拉岑高地，而获大鹰荣誉勋位。1807年貝西埃於埃勞戰役負責掩護繆拉的大規模騎兵衝鋒，率領近衛騎兵突破俄軍包圍。貝西埃在接下來數年的戰役中難有表現機會，因為拿破崙總是將貝西埃率領的近衛騎兵作為預備隊，鮮少投入作戰。
1808年，貝西埃參與半島戰役，負責指揮佔領西班牙北部的軍團。西班牙各地爆發反抗法國的游擊戰。貝西埃的反應相當迅速果決，他控制各地要道並確保城鎮安全。於里奧塞科城重挫西班牙軍，但未能抓準戰機乘勝追擊。當拿破崙御駕親征西班牙時，貝西埃作為近衛騎兵隨侍在側。
1809年參與對奧戰爭，阿斯珀恩-埃斯靈之戰中，他率騎兵率先渡過多瑙河，負責掩護馬塞納與拉納的部隊，當卡爾大公以絕對優勢的兵力發起進攻時，貝西埃僅能發起高代價的衝鋒掩護友軍後撤。後參與了瓦格拉姆戰役，貝西埃為了掩護左翼的馬塞納向奧軍發起衝鋒，一枚炮彈炸死了他的坐騎，腿部也因此負傷，帝國衛隊誤以為貝西埃戰死而開始哭泣，拿破崙感嘆道:「還真是不得了的一枚炮彈阿，它竟然讓我的近衛軍流淚。」戰後获封伊斯特利亚公爵（duke of Istria），荣誉世袭(1856年废除)。
作為虔誠的天主教徒，貝西埃對拿破崙與約瑟芬離婚一事頗有微詞。1811年貝西埃重回西班牙戰場，指揮北部戰區部隊，前線不僅物資缺乏且士氣低落，游擊隊叛亂無從剿滅，他絕望地寫信給拿破崙建議放棄佔領的土地，但未被接受。同年他受命支援馬塞納於葡萄牙的戰事，但二人因嫌隙無法配合作戰而遭擊敗。1812年貝西埃率近衛騎兵隨同參與征俄戰役，作為預備隊未能參與主要戰事，直到法軍災難性的撤退，貝西埃負責前衛，為撤退掃除阻礙。
在繆拉缺陣的期間，貝西埃負責指揮騎兵部隊，然而1813年5月1日，他在呂岑會戰開打前，因為了偵查敵情，而被一枚炮弹击中身亡。拿破崙因此失去了這位心腹將領與為數不多的摯友。